# Silaus besseri
Silaus besseri är en flockblommig växtart som beskrevs av Dc. Silaus besseri ingår i släktet Silaus och familjen flockblommiga växter. Inga underarter finns listade i Catalogue of Life.